# Jacques Wesselius

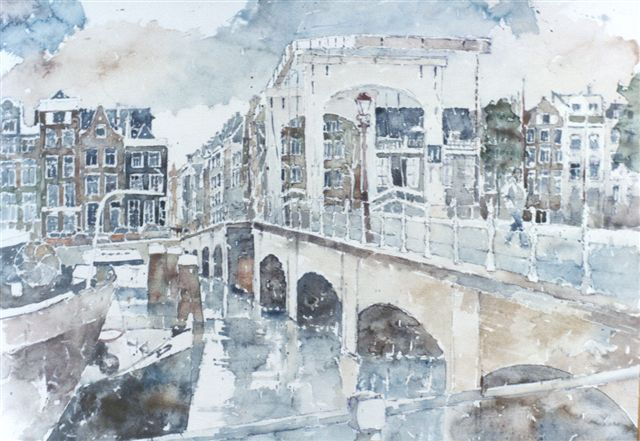
De Magere brug, Amsterdam - aquarel Jacques Wesselius

Jacques Wesselius (Nijmegen, 1931 - Amsterdam, 2012) was een Nederlandse kunstschilder. Hij woonde en werkte in Amsterdam. 
Wesselius, de echtgenoot van Jeanne Wesselius, deed de praktijkopleiding voor ontwerper en reclameschilder en enige tijd Kunstnijverheidsschool.  Direct na zijn opleiding begon hij zijn schilderscarrière als ontwerper en schilder van enorme filmreclames.  Later was hij werkzaam in de artistieke begeleiding van industriële beurzen. In zijn latere leven wijdde hij zich geheel aan de schilderkunst met onderwerpen als landschappen, bloemen, havens, sport en stadsgezichten.  Het ging hem daarbij niet om het weergeven van de waarneembare werkelijkheid, maar die zo om te vormen en zodanig te schilderen dat er een werkelijkheid ontstaat van een eigen schilderkunstige kwaliteit. 
Wesselius heeft vele malen geëxposeerd in binnen- en buitenland, waaronder jaarlijks in het Stedelijk Museum te Amsterdam, als lid van de kunstenaarsvereniging Sint Lucas.
Hij overleed te Amsterdam op 5 juni 2012.